# Jan Wouwerman

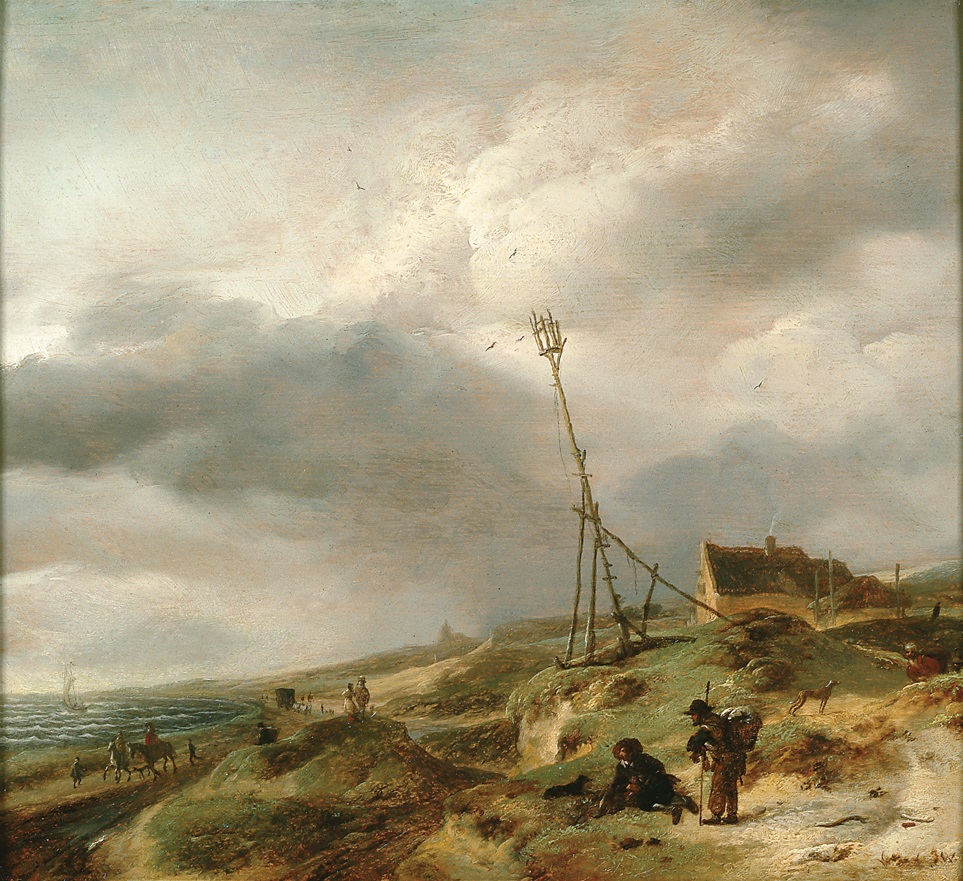
La costa holandesa, óleo sobre tabla, 30,5 x 33,5 cm, Haarlem, Frans Hals Museum.

Jan Pauwelsz. Wouwerman (Haarlem, 1629–1666) fue un pintor barroco neerlandés especializado en la pintura de paisaje.

## Biografía
Hijo de Pauwel Wouwerman, un modesto pintor establecido en Haarlem, y hermano menor de los también pintores Pieter y Philips Wouwerman, fue bautizado el 30 de octubre de 1629. Discípulo de su padre y, posiblemente, de su hermano Philips, el más famoso de los artistas de la familia y diez años mayor, en 1655 y 1661 pagó su cuota como miembro independiente de la guilda de San Lucas. Contrajo matrimonio en 1653 con Aechje Hendricks van Heere, con quien tuvo tres hijos bautizados en 1656, 1659 y 1660 en la iglesia reformada, de la que era miembro oficial. Muerto prematuramente, fue enterrado en la Gran iglesia de Haarlem el 1 de diciembre de 1666.
Especializado en la pintura de paisajes de dunas e invernales, inicialmente con los cielos cubiertos de nubes arremolinadas y predominio de colores fríos, a la manera de Jacob van Ruisdael, su estilo avanzado manifiesta la influencia más colorista de Jan Wijnants.